# Hệ điều hành mạng
Hệ điều hành mạng là hệ điều hành được thiết kế chuyên dụng cho các thiết bị mạng như router, switch hoặc firewall.
Từ trước đến nay, các hệ điều hành có khả năng kết nối mạng được mô tả là hệ điều hành mạng, vì nó cho phép máy tính cá nhân (PC) kết nối vào mạng máy tính, chia sẻ tập tin và máy in qua mạng nội bộ (LAN). Việc định nghĩa hệ điều hành ngày nay khá rộng lớn, chẳng hạn như hệ điều hành bao gồm chồng giao thức hỗ trợ mô hình client-server.

## Hoàn cảnh ra đời
Vào thập niên 1990, mạng cục bộ và mạng diện rộng ra đời. Điều đó đòi hỏi phải có một hệ điều hành có nhiều chức năng phục vụ quản lý mạng, đảm bảo an toàn vào bảo mật. Yêu cầu đó đã đạt ra sự xuất hiện của các hệ điều hành mạng.

## Một số hệ điều hành mạng tiêu biểu
- Novell NetWare
- Windows NT Server
- Windows 2000 Server
- Unix
- Linux